# Смирновы (Котельничский район)
Смирновы — деревня в Котельничском районе Кировской области в составе Морозовского сельского поселения.

## География
Располагается на расстоянии примерно 34 км по прямой на юг от райцентра города Котельнич.

## История
Известна с 1762 года как починок Челноковский с населением 26 человек. В 1873 году здесь (деревня Челпановская 1-я) отмечено дворов 9 и жителей 86, в 1905 (починок Челноковское 1-е или Смирновы) 11 и 86, в 1926 (деревня Смирновы) 19 и 99, в 1950 30 и 117, в 1989 году проживало 16 человек.

## Население
Постоянное население  составляло 8 человек (русские 100%) в 2002 году, 4 в 2010.